# Les Perches
Les Perches sont un mont du sud-est de la ville de Belfort, composé de deux sommets : les Hautes Perches et les Basses Perches, chacun abritant un fort à sa cime.